# Travis Air Force Base

i7
i11
i13
Die Travis Air Force Base (IATA-Code: SUU, ICAO-Code: KSUU, FAA-LID: SUU) ist ein Flughafen des Air Mobility Command im US-Bundesstaat Kalifornien nahe der Stadt Fairfield, auf dem vor allem Tankflugzeuge des Typs Boeing KC-46 Pegasus sowie Transportflugzeuge der Typen Boeing C-17 und Lockheed C-5 stationiert sind.

## Geschichte

### Zweiter Weltkrieg
Travis Air Force Base wurde während des Zweiten Weltkrieges, nach dem japanischen Angriff auf Pearl Harbor, geplant und am 11. Mai 1943 als Fairfield-Suisun Army Air Base eröffnet. Sie sollte den United States Army Air Forces dazu dienen, leichte Bomber und Abfangjäger zur Verteidigung der amerikanischen Westküste einsetzen zu können. Die ersten vorläufigen Gebäude wurden bereits 1942 eröffnet. Aufgrund seiner Lage wurde der Stützpunkt schnell zu einem der Hauptumschlagpunkte für Personal und Material, das auf dem pazifischen Kriegsschauplatz eingesetzt werden sollte. So waren im Herbst 1944 bereits über 2000 Soldaten und 175 Offiziere auf der Army Air Base eingesetzt. Gleichzeitig wurde ein Krankenhaus errichtet, das für 125 Patienten Platz bot.

### Kalter Krieg
Im Mai 1945 wurde entschieden, die Basis dauerhaft beizubehalten und nach der Gründung der United States Air Force als eigenständiger Teilstreitkraft 1947 wurde die Basis in Fairfield umbenannt in Fairfield-Suisun Air Force Base und am 1. Juli 1948 dem Military Air Transport Service unterstellt. Bereits im Juli 1948 verlegten zwei Staffeln vom Stützpunkt nach Europa, um an der Berliner Luftbrücke teilzunehmen.
Im Jahr 1949 verlegten zunächst Aufklärungsflugzeuge vom Typ Boeing RB-29 des 9th Strategic Reconnaissance Wing nach Fairfield, die aber bereits ein Jahr später durch Convair B-36-Bomber ersetzt wurden, die mit konventionellen, aber auch Nuklearwaffen ausgestattet werden konnten. Das Geschwader wurde mit der Umrüstung zum 9th Heavy Bombardment Wing umgegliedert. Um die Nuklearwaffen entsprechend lagern und einsetzen zu können wurde im Südwesten der Basis ein entsprechendes Lager errichtet, welches als „Secret City“ bezeichnet wurde. 
Am 5. August 1950 (Ortszeit) verunglückte Brigadier General Robert F. Travis mit einer Boeing B-29 (Kennzeichen 44-87651) nahe dem Stützpunkt. Während des Starts fiel das Triebwerk Nr. 2 (links innen) aus und das Fahrwerk konnte nicht eingefahren werden. Beim Versuch, dem ansteigenden Gelände voraus auszuweichen, kam es in einer Rechtskurve zu einem Strömungsabriss und zum Aufschlag auf dem Boden. Von den 20 Insassen wurden 12 getötet, darunter auch Travis. Durch das entstandene Feuer explodierte in den Bombenhüllen 20 Minuten nach dem Aufschlag hochexplosiver Sprengstoff. Die Explosion, die noch in einer Entfernung von über 30 Meilen zu spüren und zu hören war, verursachte schwere Schäden in der nahe gelegenen Wohnwagensiedlung auf dem Stützpunkt. Zusätzlich zu den beim Absturz Getöteten wurden 180 Militärangehörige, Zivilisten und Angehörige getötet oder verletzt. Sieben weitere Personen kamen ums Leben, 49 wurden ins Krankenhaus eingeliefert.
Travis war zu diesem Zeitpunkt der Kommandeur des 9th Heavy Bombardment Wing und als Base Commander gleichzeitig für den Betrieb verantwortlich. Ihm zu Ehren wurde sie daher am 20. April 1951 in Travis Air Force Base umbenannt.
Während dieser Zeit wuchs die Basis zu ihrer heutigen Größe. Am 1. Februar 1951 fand eine Umgliederung statt, sodass schließlich neben dem 9th Wing zusätzlich das 5th Strategic Reconnaissance Wing auf der Basis stationiert wurde und zudem das Hauptquartier der 14th Air Division, der beide Geschwader unterstellt waren, ihr Hauptquartier auf der Basis hatte. 1952 waren insgesamt 40 RB-36 Peacemaker auf der Basis stationiert, die RB-29 wurden in diesem Jahr ausgemustert. Am 1. März 1953 wurde das 9th Bombardment Wing nach Idaho verlegt, sodass die 5th Air Base Group zur Host Unit (verantwortlich für den Betrieb des Flughafens) auf dem Stützpunkt wurde. Am 1. Oktober 1955 wurde das Geschwader erneut umbenannt in 5th Bombardment Wing (Heavy) und übernahm von 1959 an die neue Boeing B-52 Stratofortress in der G-Version. Dafür wurden die Start- und Landebahnen von 1957 bis 1958 deutlich vergrößert.
Dieser Bomber kann im Gegensatz zu seinen Vorgängern in der Luft betankt werden, sodass das Strategic Air Command entschied, zusätzlich zum Bombergeschwader auch eine Air Refueling Squadron, ausgerüstet mit Boeing KC-135 Stratotanker, auf der Basis zu stationieren. Zum Ende der 1950er Jahre fand eine Reorganisation statt. Zum einen wurden Mitte der 1950er Jahre erstmals wieder Transportverbände auf der Basis stationiert. Gleichzeitig wurden die Bomberstaffeln 1958 und 1960 auf die Beale Air Force Base (Marysville) und die Mather Air Force Base (Sacramento) verlegt. Ab dem 1. Juli 1958 hatte damit nicht mehr das Strategic Air Command das Sagen auf der Basis, sondern erneut der Military Air Transport Service. Somit waren zu Beginn der 1960er Jahre zwar noch eine Air Refueling Squadron und eine Bombardment Squadron auf der Travis Air Force Base stationiert, allerdings hatten die Missionen des Strategic Air Command deutlich abgenommen. 1968 wurden die letzten Bomber-Verbände des auf die Minot Air Force Base verlegt und Travis ein fast ausschließlich vom Military Airlift Command genutzter Flugplatz.

### Vietnamkrieg
Seit Oktober 1970 sind auf dem Stützpunkt Lockheed C-5 Galaxy stationiert und aufgrund seiner Lage wurde der Flughafen zu einer Drehscheibe für den Vietnamkrieg und deshalb als „Gateway to the Pacific“ bezeichnet. Während der Hochzeiten des Vietnamkriegs (1966–1970) wurden über den Stützpunkt jährlich mehr als eine Million Soldaten abgefertigt.

### Aktuell
Ab 1994 waren Flugzeuge des Typs McDonnell Douglas KC-10 Extender auf dem Stützpunkt stationiert, die bis September 2024 ausgemustert wurden. Derzeit ist als Host Unit das 60th Air Mobility Wing auf dem Stützpunkt stationiert. Alle Verbände in Travis zusammen haben insgesamt 13.900 Soldaten, Reservisten und zivile Beschäftigte.

## Einheiten

### 60th Air Mobility Wing
Das 60th Air Mobility Wing hat insgesamt vier fliegende Staffeln: Die 21st Airlift Squadron mit Boeing C-17 Globemaster III, die 22nd Airlift Squadron mit Lockheed C-5M Super Galaxy, sowie die 6th und die 9th Refueling Squadron mit KC-10 Extender. Zusammen mit der 60th Maintenance Group, der 60th Mission Support Group und der 60th Medical Group kommt der Verband auf insgesamt knapp 10.000 Beschäftigte, 7.547 davon sind militärische Dienstposten und 2.825 für ziviles Personal. Seit 2023 läuft die Umschulung und die Umstellung des Betriebes von der KC-10 auf die Boeing KC-46, seit Oktober 2023 werden Flugzeuge direkt nach Travis ausgeliefert. Die KC-10 wurden Ende September 2024 zur 309th Aerospace Maintenance and Regeneration Group nach Tucson, Arizona, geflogen und dort konserviert.

### 349th Air Mobility Wing
Das 349th Air Mobility Wing gehört im Gegensatz zum 60th Air Mobility Wing nicht zum aktiven Teil der United States Air Force, sondern zum Air Force Reserve Command. Das Geschwader fliegt ähnlich wie sein Schwesterverband Boeing C-17 und Lockheed C-5. In der Zeit, in der der Verband Boeing C-17, Lockheed C-5 und McDonnell Douglas KC-10 betrieben hat, war er der einzige Verband der in der Reserve der Luftstreitkräfte der Vereinigten Staaten, der drei große Waffensysteme betrieben hat. Gleichzeitig stellt das Geschwader auch eine Komponente zur medizinischen Evakuierung (MedEvac) zur Verfügung.

## Infrastruktur
Der Flughafen kann sowohl nach Sichtflugregeln als auch nach Instrumentenflugregeln angeflogen werden. Für Anflüge bei schlechtem Wetter ist ein Instrumentenlandesystem auf die Landebahn 21L bis zur Betriebsstufe Cat II vorhanden. Zudem gibt es einen Anflug mithilfe eines Tactical-Air-Navigation-Drehfunkfeuers auf diese Bahn. In die Gegenrichtung (03R) ist ein GPS-gestützter Anflug verfügbar.
Neben der Start- und Landebahn befindet sich ein Assault Strip, der die ungewöhnliche Bezeichnung „32/212“ hat (Ausrichtung ist 32°/212°, die korrekte Bezeichnung wäre also 03/21 mit einem Zusatz).